# Астория
«Асто́рия» (с марта 1916 г. — «Петроградская военная гостиница»; с сентября 1918 г. — «Первый дом Петроградского Совета»; c 1924 г. — «Первый дом Ленинградского Совета»; c февраля 1991 г. — «Астория») — пятизвёздочная гостиница в Санкт-Петербурге, расположена в центре города на Исаакиевской площади рядом с Исаакиевским собором. Располагается в историческом здании — памятнике архитектуры федерального значения.
Название «Астория» также носят гостиницы в разных городах мира: Вене, Будапеште, Уфе и др.

## История

### Строительство
До конца XIX в. на месте будущей «Астории» находился четырёхэтажный доходный дом князя А. Львова. В начале XX в. участок с домом приобрело английское акционерное общество «Палас-Отель» с намерением построить здесь гостиницу с дорогими номерами. 21 февраля 1901-го землю выкупило Страховое общество «Россия», сумма составила 1 млн 300 тыс. рублей. До 1907-го дом служил гостиницей, некоторые квартиры продолжали сдаваться внаём.
В 1907-м новым собственником стало лондонское акционерное общество «Палас отель», в следующем году доходный дом разобрали. Новую гостиницу на его месте предполагали возвести к концу 1909-го, но завершилась стройка только в 1911—1912 годах. Автором проекта выступил знаменитый петербургский архитектор Ф. И. Лидваль, при строительстве ему помогали инженер Н. П. Козлов, инженер-архитектор К. Г. Эйлерс и выпускницы первого в России Женского Политехнического института.

### Архитектурные особенности
Проект гостиницы отвечал всем новаторским тенденциям архитектуры своего времени, а отделка должна была соответствовать высочайшему классу комфортабельности. В конструктивном плане здание представляет собой железобетонный каркас на единой основе, поэтажно связанный балками и плитами, с перегородками из шлакобетона или рабицы, благодаря чему оно является полностью огнестойким. Строительство велось при участии компании «Вайс и Фрейгарт».
Чтобы увеличить вместимость (а тем самым и доходность) гостиницы, «Астория» была построена высотой в шесть этажей, значительно превосходя размерами соседние здания. Фасады решены в стиле неоклассицизма с элементами модерна. Чтобы не диссонировать с окружающей застройкой, фасады визуально делятся на три яруса: два нижних этажа, облицованные гранитом, смотрятся как основание гостиницы, средние этажи (с третьего по пятый) оштукатурены под камень и объединены широкими каннелированными пилястрами. На гранитной облицовке нижних этажей высечены опальные медальоны с гирляндами, над окнами расположены маскароны. Верхний этаж, отделённый карнизом, украшен рельефными вазами. При этом мощный карниз над пятым этажом зрительно уменьшает высоту здания, а плавно срезанный угол (это было сделано по требованию Академии художеств, чтобы новое здание не заслоняло вид на Исаакиевский собор), остеклённые арочные окна первого этажа и сдержанное декоративное убранство придают монументальной постройке элегантность.
Гостиница включала 350 номеров, ресторан, зимний сад, банкетный зал, три салона, дамский салон, 8 кабинетов, читальню, собственные кухню и кондитерскую. Внутренние помещения были выдержаны в стиле модерн с элементами классицизма, стены и полы выложены мрамором, колонны облицованы красным деревом, люстры доставили с саксонской фабрики Вурцен. В отделке интерьеров принимал участие Владимир Щуко.
«Астория» была оснащена по последнему слову техники — в здании были устроены 10 лифтов, проведены центральный водопровод с фильтрами и отопление, система пылеудаления, в номерах установлены телефоны. К услугам гостей работали бюро переводов, парикмахерская, портной, библиотека. Столовое серебро для ресторана купили у Christofle, а фарфор — у Bauscher. Первым директором отеля стал парижанин Луи Терье.

### Открытие и первые годы
Официальное открытие гостиницы состоялось 23 декабря 1912 года. Название было дано в память о фешенебельных нью-йоркских отелях, которыми владели двоюродные братья Асторы, один из которых за несколько месяцев до того погиб на Титанике, уступив женщинам место в спасательной шлюпке. Первым директором гостиницы стал француз Луи Терье.
В 1914 году российские власти секвестировали гостиницу, а в 1916-м окончательно закрыли и перепрофилировали в военную.

### После революции
Во время революции 1917 года гостиница оказалась в центре военных событий, здание несколько раз брали штурмом. После Октябрьского переворота гостиница была национализирована, в сентябре 1918-го её переименовали в «1-й дом Петроградского совета». После начала НЭПа «Астория» была акционирована, в 1922-м её снова открыли на коммерческих началах. В 1929 году отель передали акционерному обществу «Интурист», в ведении этой компании он оставался до 1996 года.
Во время Великой Отечественной войны, в 1941 году, в Астории разместился госпиталь № 926, а затем открылся стационар № 108, где в блокаду лечились оставшиеся в городе жители. В 1941—1942 годах стационар специализировался на оставшихся в городе представителях творческих профессий — писатели, художники, скульпторы и музыканты находились в нём на лечении.
По воспоминаниям Эмиля Кио, после войны на некоторое время в здании поселили деятелей искусств, и каждой семье под огород выделили по участку в сквере на Исаакиевской площади.
21 мая 1957 года в гостинице скончался от острой сердечной недостаточности Александр Вертинский.

## Современность
В начале 1990-х гг. гостиница была капитально реконструирована. Интерьеры здания были по возможности приведены в первоначальный вид, как в начале века.
С 1997 года оператором гостиницы является компания «Rocco Forte Hotels», владеющая пятизвездочными отелями и курортами класса «люкс» по всему миру. В отеле 169 номеров, из них 86 номеров класса «люкс», в том числе президентские апартаменты с двумя спальнями, 1 королевский люкс с террасой и Царский люкс.
В 2012 году отель «Астория» отметил свой 100-летний юбилей. В рамках празднования столетия была проведена масштабная реновация отеля. Новый дизайн разработала известный итальянский декоратор, создающая интерьеры для отелей сети Rocco Forte, Ольга Полицци. Историческая чайная гостиная «Ротонда» была обновлена в 2015 году.
В 2022 году отелю «Астория» исполнилось 110 лет.

## Интересные факты
- В канун Дня святого Валентина в 2007 году журнал Forbes опубликовал рейтинг самых романтичных отелей мира. При его составлении учитывались уровень обслуживания, качество постельного белья, ассортимент услуг (например, возможность заказать завтрак в постель, усыпать комнату лепестками роз или организовать романтический ужин для влюблённых). На 9-й позиции находится единственный российский отель — это «Астория» в Санкт-Петербурге[11].
- Существует легенда, что готовясь вступить в 1941 году после штурма в Ленинград, немецкое командование заранее отпечатало пригласительные билеты на торжественный банкет в гостинице «Астория». По этой причине обстреливать её из дальнобойных орудий и бомбить с воздуха было запрещено[7]. Однако эта легенда никак не подтверждена документально[8].
- Гостями «Астории» были Герберт Уэллс, Ален Делон, Роберт Плант, Майя Плисецкая, Айседора Дункан, Джордж Буш-старший, Маргарет Тэтчер, Мэттью Беллами, Rolling Stones, Rammstein, 30 seconds to Mars, Linkin Park, Depeche Mode, Evanescence[1][3][5].
- Художественное оформление интерьеров гостиницы включает 17 картин галереи «Англетер», объединённых тематикой «Хранители города», и серию из 7 полотен «Петербургские карнавалы», выполненных для оформления казино гостиницы. Картины выполнены художниками мастерской «FORUS» в 1989 году[12].
- В «Астории» снимался один из эпизодов фильма «Невероятные приключения итальянцев в России»[13].
- Когда гостиница «Астория» закупила новую посуду, то старую передали киностудии «Ленфильм». Ложки, вилки, ножи, старинные хрустальные бокалы, серебряные ведерки для шампанского, судки, в которых подогревают блюда, подставки для варёных яиц и т. п. Всё это были стильные, изящные вещи, изготовленные в своё время для лучшей российской гостиницы по специальному заказу. С тех пор посуда из «Астории» не раз снималась в кино. Например, в «Приключениях Шерлока Холмса» два английских джентльмена пользуются именно этими столовыми приборами[14].